# أحمد اللغماني

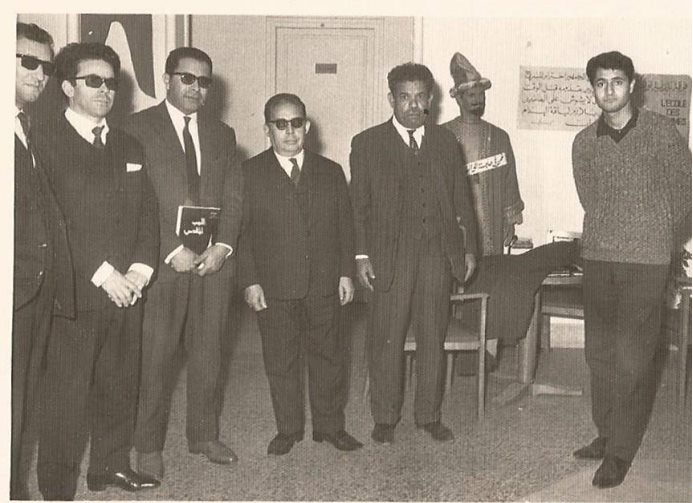
صورة أخذت على ما يبدو في أسبوع المسرح ويظهر فيها من اليسار محمد السقانجي وعبد المجيد التلاتلي وأحمد اللغماني حاملا ديوان اللهيب المقدس للواقف حذوه مفدي زكريا ثم محمد الصالح المهيدي.

أحمد اللغماني 'شاعر تونسي ولد بالزارات سنة 1923. عرف بشعره الوطني والاجتماعي وله ديوانان " قلب على الشفة " ذرة ملح على جرح " ويعتبر أحمد اللغماني من ابرز الشعراء المتمسكين بجماليات الشعر العربي في شكله ومضمونه عرف بشغفه بالشخصية الكاريزمية للزعيم الراحل الحبيب بورقيبة.